# 伊勢市駅

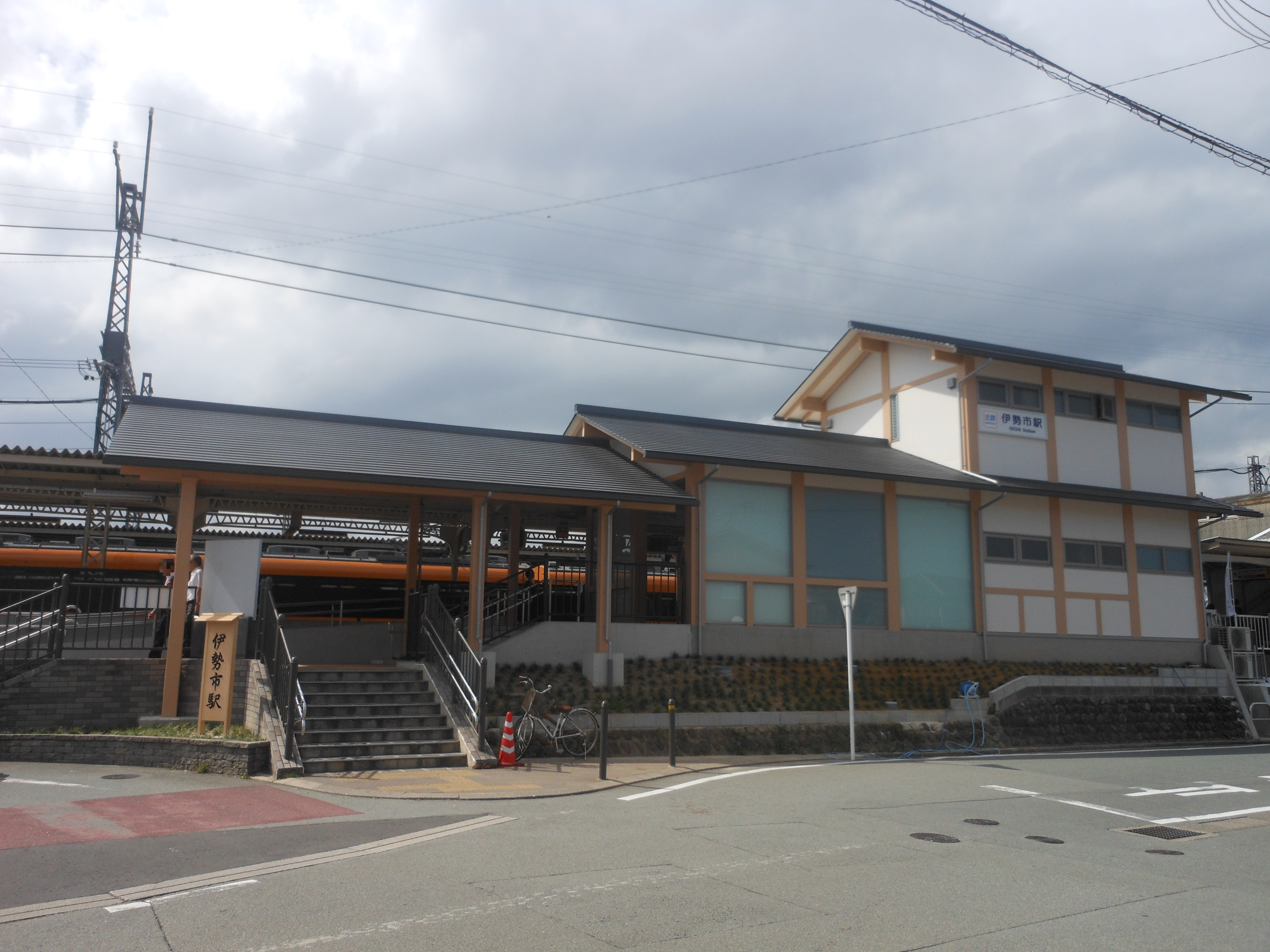
近鉄駅舎（北口）
2013年に改築された。

伊勢市駅（いせしえき）は、三重県伊勢市吹上一丁目にある、東海旅客鉄道（JR東海）・近畿日本鉄道（近鉄）の駅である。駅番号は近鉄がM73。

## 概要
近鉄の宇治山田駅とともに、伊勢志摩の中心都市である伊勢市（旧・宇治山田市）の代表駅。古くから利用されてきた伊勢参りの玄関口であり、宇治山田駅とともに伊勢神宮外宮の最寄駅である（伊勢神宮内宮へは近鉄鳥羽線の五十鈴川駅が最寄駅）。旧駅名は山田駅であり、これは外宮の鳥居前町を指す地名である「山田」に由来する。
近鉄鳥羽線開通前は近鉄から二見・鳥羽への乗継駅としての役割の大きい駅であった。1905年から1961年には、駅前から伊勢神宮の外宮・内宮や二見浦へ向かう路面電車の三重交通神都線が発着していた。
1990年代までは、ジャスコ伊勢店・三交百貨店といったデパートや伊勢高柳商店街・伊勢銀座新道商店街などの商店街に近隣の市町村から訪れる人が多く、年末の買い出し・正月の初詣は特に混雑する駅でもあった。その後、郊外の大型店が充実して、ジャスコ伊勢店・三交百貨店といった大型店は閉鎖したため、現在は、通勤・通学客の他は、駅の南側に位置する伊勢神宮外宮への参拝客や、JR線と近鉄線の乗り換えで利用する客が多い駅となっているが、駅前の人通りは閑散としている。
また、伊勢市内・郊外への三重交通バス路線の拠点となっており、宇治山田駅よりも乗り入れバス路線が多い。池袋駅（東京）・大宮駅（さいたま）・YCAT（横浜駅）への夜行高速バスも乗り入れている。2015年からは、WILLER EXPRESSの乗り入れも始まった（新宿駅・川崎駅行き）。三重交通バス路線の廃止などにより、伊勢市コミュニティバス（おかげバス）のバス路線も運行されている。
先述したように、ジャスコ・三交百貨店などの閉店で駅前を含めた中心市街地の空洞化が激しいため、自治体では空洞化対策が検討されてきた。ジャスコ跡地については、2010年12月に四日市市の不動産会社が再開発計画を発表、2013年8月11日に宿泊・温浴・商業の複合施設「伊勢外宮参道 伊勢神泉」が開業した。三交百貨店跡地は2013年9月現在、三重交通グループの運営するコインパーキングになっていたが、三交インが建設され2016年11月に開業した。

### 乗り入れ路線
JR東海の参宮線と、近鉄の山田線の2路線が乗り入れ、接続駅となっている。JR東海・近鉄ともに全ての列車が停車する。
近鉄線利用時にはPiTaPa（スルッとKANSAI協議会）およびその提携ICカードの使用が可能である。また、、JR東海のTOICAも利用できるが、JR東海のエリア内から入場した場合はエリア外のため利用できない。

## 歴史

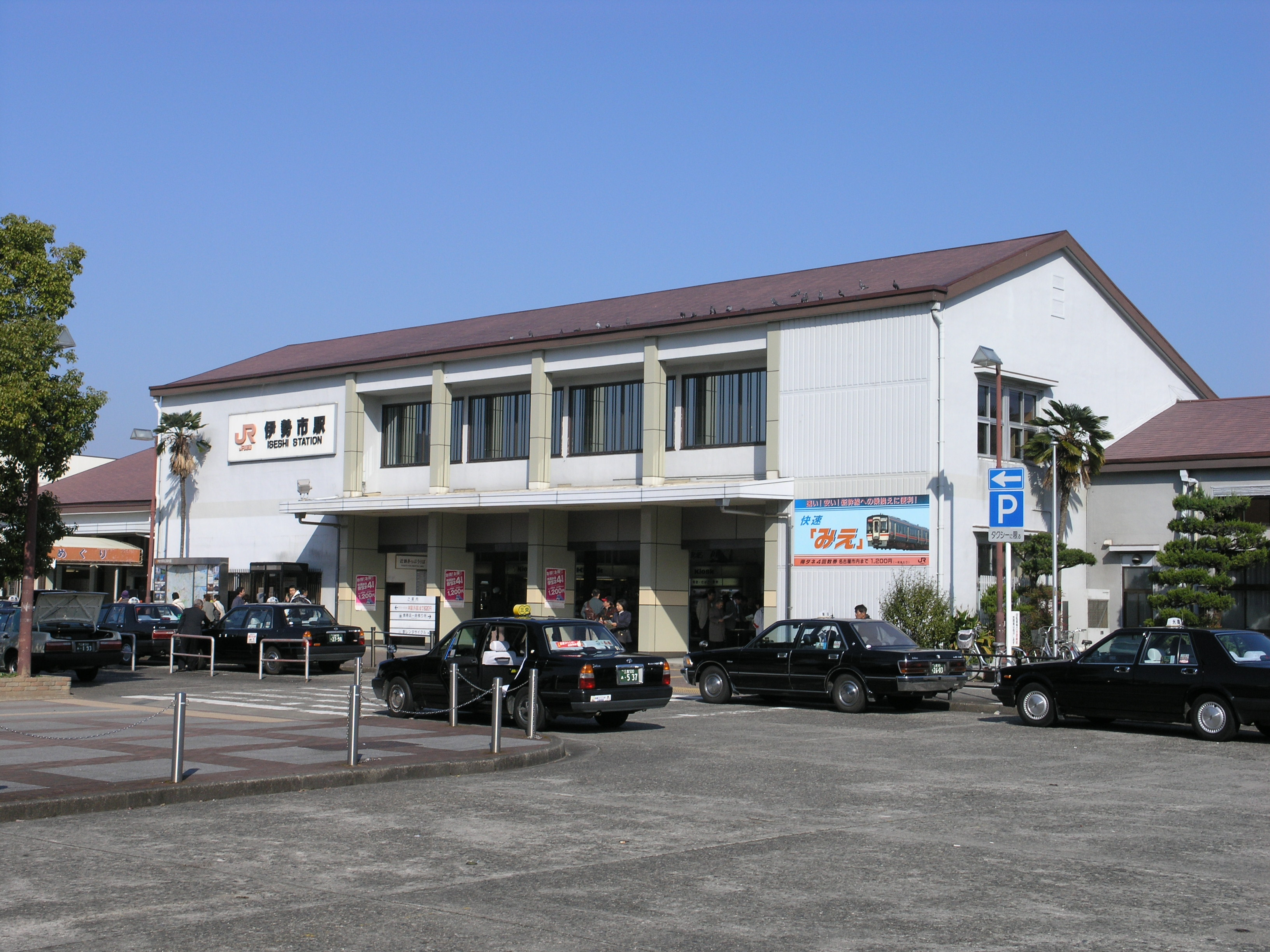
JR駅舎（南口、2007年）
看板が現在と異なっている。

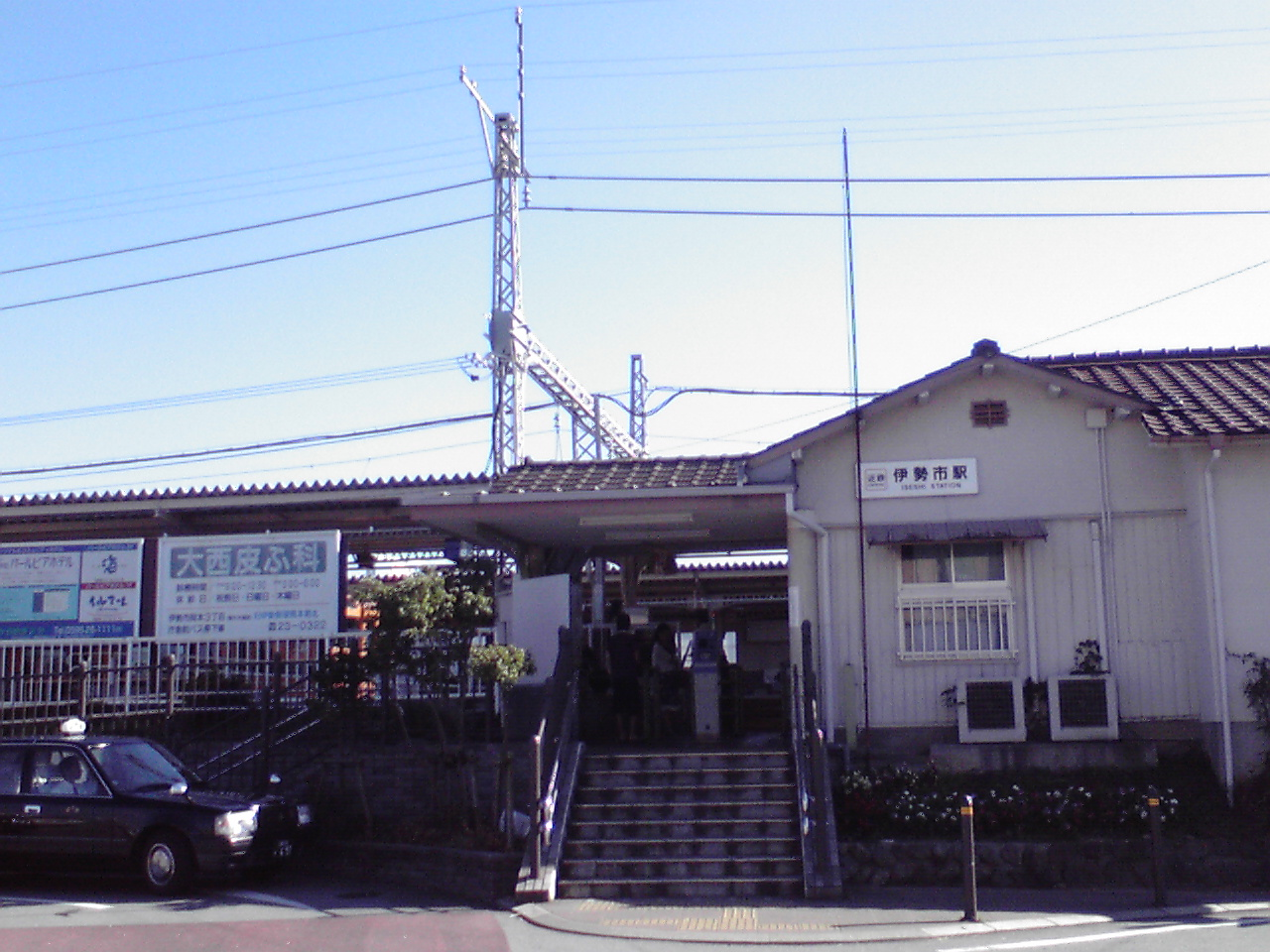
旧近鉄駅舎（北口、2009年）

紀勢本線・参宮線の前身となる参宮鉄道により、山田駅として開業。これは駅が当時の宇治山田町の山田地区に設けられたことから命名された。宇治山田町の市制施行後もそのままであったが、宇治山田市が伊勢市に改称された4年後、駅名も新市名に合わせて伊勢市駅と改称された。
戦前 - 戦後しばらくは、国鉄駅には東京駅・大阪駅などから直通する列車が発着するなど、「神都」の玄関口としての役目を担っていた。
しかし国鉄の乗客は、次第に並行して走る近鉄の方へ流れるようになり、広い構内を持つ国鉄（→JR）の駅は閑散としていて、その一方で狭い近鉄の駅に客が集まるという状態になった（ただし、近鉄には宇治山田駅もある）。昨今では若干JRの乗客も持ち直したが、大きく変わったとは言い難い状況である。

### 年表
- 1897年（明治30年）11月11日：参宮鉄道（現在の参宮線）宮川 - 山田間延伸により、山田駅（やまだえき）として開業[2][12]。
- 1907年（明治40年）10月1日：参宮鉄道が国有化[2][12]。
- 1909年（明治42年）
  - 2月21日：筋向橋（現在の山田上口） - 当駅間が複線化[12]。
  - 10月12日：線路名称が制定され、当駅は参宮線の所属となる[2][12]。
- 1911年（明治44年）7月21日：参宮線が鳥羽駅まで延伸[2][12]、途中駅となる[12]。
- 1930年（昭和5年）9月21日：参宮急行電鉄（現在の近鉄山田線）が外宮前駅（現在の宮町駅）から延伸し当駅に乗り入れ[3][12]。国有鉄道と参宮急行電鉄の共同使用駅となる。
- 1931年（昭和6年）3月17日：参宮急行電鉄本線が宇治山田駅まで延伸[3]。
- 1941年（昭和16年）3月15日：大阪電気軌道が参宮急行電鉄を合併し関西急行鉄道発足[3]、国有鉄道と関西急行鉄道の駅となる。この時の線路名称改定により、関西急行鉄道の駅としては山田線所属となる[13]。
- 1944年（昭和19年）
  - 6月1日：関西急行鉄道が南海鉄道（現在の南海電気鉄道の前身）と合併し近畿日本鉄道発足[3]、国有鉄道と近鉄の駅となる。
  - 8月：山田上口 - 当駅間が単線化[12]。
- 1944年（昭和19年）頃：北口（近鉄側出入口）を設置[14]。
- 1945年（昭和20年）7月29日：宇治山田空襲で焼失[15]。
- 1950年（昭和25年）4月15日：国鉄側駅舎の改築工事が完了、落成式を挙行[12][16]。
- 1953年（昭和28年）頃：近鉄側駅舎（木造平屋）が完成[14]。
- 1959年（昭和34年） 
  - 4月18日：皇太子夫妻（現上皇・上皇后夫妻）が伊勢神宮参拝のため当駅で下車、駅前には35,000人が見物に集まり混乱、3人が重軽傷を負った[17]。
  - 7月15日：伊勢市駅に改称[12][18][19]。
- 1972年（昭和47年）4月1日：国鉄駅構内に近鉄専用の乗車券売場を設置[20]。
- 1974年（昭和49年）10月1日：国鉄駅の営業範囲が「旅客、荷物、車扱貨物」へ改正される[21]。
- 1982年（昭和57年）10月1日：国鉄駅の営業範囲が「旅客、荷物」へ改正される[22]。
- 1985年（昭和60年）3月14日：国鉄駅の営業範囲が「旅客」へ改正される[23]。
- 1987年（昭和62年）4月1日：国鉄分割民営化により、国鉄の駅は東海旅客鉄道が継承[2]。
- 1993年（平成5年）6月20日：JRの駅を改築[24]。
- 2007年（平成19年）4月1日：近鉄山田線においてPiTaPa使用開始[25]。
- 2011年（平成23年）3月1日：駅構内のバリアフリー工事が完了[26][12]。同年中にJR駅舎の塗り直しを実施[12]。
- 2013年（平成25年）
  - 3月17日：この日のダイヤ改正から近鉄のすべての甲特急が停車開始し、3月21日運行開始の「しまかぜ」と合わせ、全列車停車駅となる。
  - 7月19日：近鉄駅舎（鉄骨造2階建、木造風の意匠）・駅前広場の完成除幕式を挙行[5]。

## 駅構造

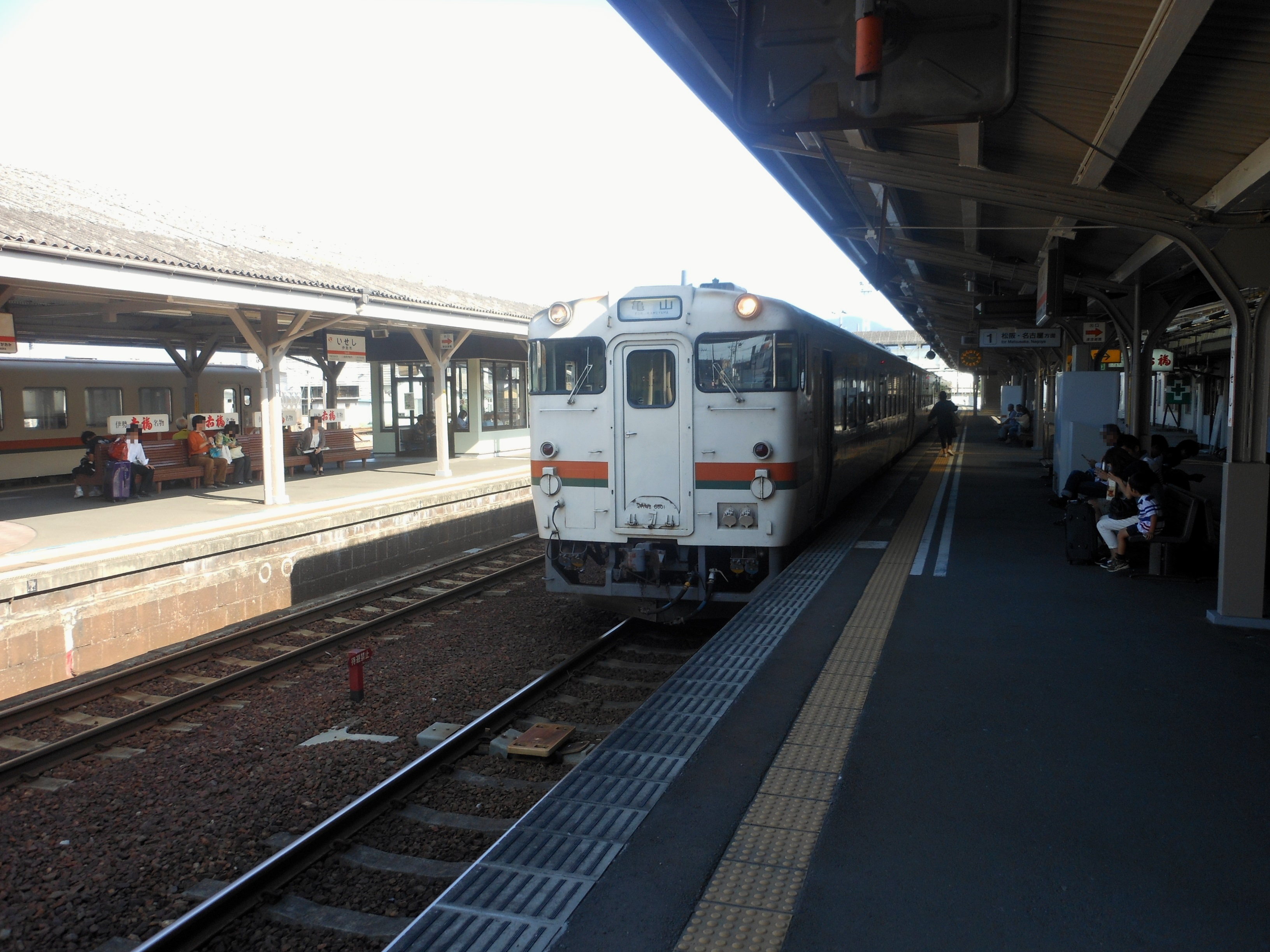
1 - 3番線ホーム（JR）
画像右側から1番線、2番線、3番線の順。

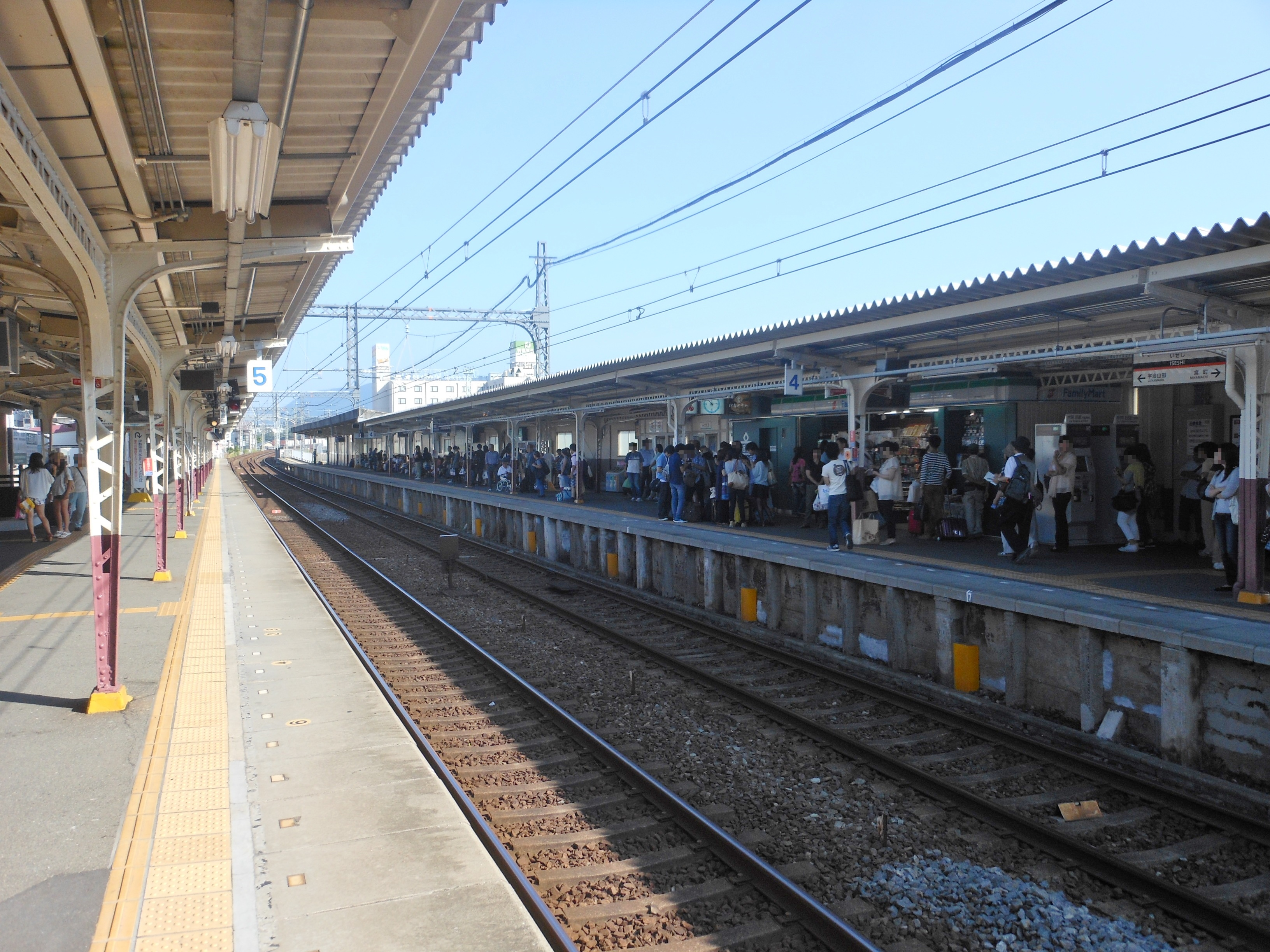
4 - 5番線ホーム（近鉄）
画像右側から4番線、5番線の順。

双方とも地上駅である。JR線は単式ホーム1面1線（1番線）と島式ホーム1面2線（2・3番線）、合計2面3線を使用し、近鉄線は相対式ホーム2面2線（4・5番線）を使用する。各ホームは跨線橋で連絡している。近鉄線とJR線との間にはJRの夜間帯泊用の線路（旧伊勢車両区）があり、距離は長い。JRと近鉄の間に連絡改札はない。なお、JR参宮線は1番線が上り本線、2番線が下り本線となっており、3番線は上下列車が発着する副本線である。夜間滞泊が設定されている。
JR東海の駅は駅長・駅員配置駅（直営駅）である。管理駅として、田丸駅 - 鳥羽駅間の各駅を管理している。なお、近鉄の駅長は宇治山田駅に置かれ、当駅はその被管理駅となっている。

### のりば

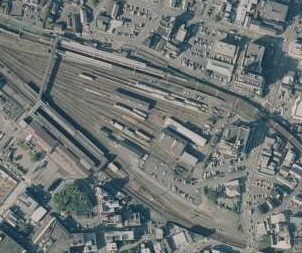
伊勢市駅全景（2008年）
出典：『国土交通省「国土画像情報（カラー空中写真）」（配布元：国土地理院地図・空中写真閲覧サービス）』

| JR線のりば   | JR線のりば   | JR線のりば | JR線のりば             | JR線のりば                   |
| 番線         | 路線         | 方向       | 行先                   | 備考                         |
| ------------ | ------------ | ---------- | ---------------------- | ---------------------------- |
| 1            | ■JR参宮線    | 上り       | 松阪・名古屋方面       |                              |
| 2            | ■JR参宮線    | 下り       | 鳥羽方面               |                              |
| 3            | ■JR参宮線    | 下り       | 鳥羽方面               | 当駅始発を中心とした一部列車 |
| 3            | ■JR参宮線    | 上り       | 松阪・名古屋方面       | 当駅始発を中心とした一部列車 |
| 近鉄線のりば |              |            |                        |                              |
| のりば       | 路線         | 方向       | 行先                   | 備考                         |
| 4            | M 近鉄山田線 | 上り       | 名古屋・京都・大阪方面 |                              |
| 5            | M 近鉄山田線 | 下り       | 鳥羽・賢島方面         |                              |

（出典：JR東海:駅構内図）

### 停車列車
近鉄線
- 近鉄は甲特急および観光特急「しまかぜ」を含む全定期旅客列車が停車する[29]。2013年3月17日ダイヤ変更以前は大晦日終夜運転などの臨時列車を除いて甲特急は当駅を通過していたが、しまかぜの運転開始に伴って同変更以降は甲特急も全列車が停車するようになった。2013年10月5日からは観光列車「つどい」も当駅から賢島駅まで運転されている。ただし当駅では折り返しができないため到着した「つどい」は明星駅まで一旦回送される。
- 伊勢中川方面からの快速急行・急行は当駅から鳥羽駅まで各駅に停車する[29]。
- 日中は大阪方面行きの乙特急と名古屋方面への乙特急が毎時2本ずつ、急行 (大阪線直通と名古屋線直通が毎時1本ずつ) と普通列車 (ワンマン運転) が毎時2本停車している[29]。

JR線
- 全ての列車が停車する。
- 朝と夕方を中心に当駅を始発・終着とする普通列車と快速「みえ」が設定されており、車両の増結・解放も行われている。

### 駅設備
駅舎はJR線の1番線の南側と近鉄線5番線ホームの北側の2か所ある。両事業者が構内を分割して管理する共同使用駅となっており、南側はJR東海が、北側は近鉄が管理している。
- 南側の駅舎にはJR仕様の自動改札機が設置されている。近鉄の回数券カードおよびPiTaPa・ICOCA対応等の各種交通系ICカードに対応している。ただし、参宮線はICカード（TOICA・manacaなど）非対応の為、JR券売機でのICカードへのチャージは不可。（近鉄の券売機でチャージ可能）
- 北側の駅舎には近鉄仕様のPiTaPa・ICOCA対応自動改札機・自動精算機（回数券カードに対応）が設置されている。自動精算機ではICカードへのチャージが可能。
- 近鉄の切符は双方の駅舎で購入窓口があるが、北側にはJRの切符専門の購入窓口がない（但し、近鉄の切符購入窓口で一部の駅までのJR乗車券が購入可能）。
- 近鉄の特急券は双方の駅舎の有人窓口と南側駅舎に設置された専用の自動販売機で購入可能であるが、近鉄の定期券は南側の出札窓口や専用の自動販売機でのみ購入可能となっている[30]。
  - 以前は北口（北側の駅舎）には近鉄の特急券うりばが無かった為、北口から近鉄特急に乗車する場合、乗車券のみを購入し、4番線ホームにある「特急券うりば」又は特急車内で特急券を購入する必要があった。しかし、2008年2月28日に4番線ホームの「特急券うりば」を撤去して北口に移転した為、北口での特急券の購入が可能になった。この代替として、4番線ホームには四日市・名古屋方面専用と大阪・京都方面専用の特急券自動発売機がそれぞれ1台ずつ（計2台）設置されている[30]。
- 近鉄4番線ホームには近鉄リテーリングが運営する有人売店（ファミリーマート）がある[30]。
- トイレはJR側と近鉄側の2ヶ所にある[30]。近鉄側は永らく汲取便所であったが、2011年に入って5番線ホームに多目的トイレが設置され、同年12月には5番線ホームのトイレが完全水洗化された。なお、4番線ホームにあったトイレは撤去された。
- 2010年にJRホームに2基、近鉄ホームに2基、計4基のエレベータ設置工事が行われた。同年12月上旬に近鉄ホームが、2011年3月1日にJRホームがそれぞれ完成した。総工費は2億1000万円で、国と三重県が、それぞれ費用の1/3を助成した[31]。
- JR線から近鉄線への乗り換え階段には、近鉄線への移動を阻止するために「名古屋へは快速みえが便利です」との文言が掲示されている。

## 利用状況
「三重県統計書」によると、1日の平均乗車人員は以下の通りである。近鉄はJRからの乗り継ぎ人員を含んでいる。
| 年度   | 国鉄・JR東海 | 近畿日本 鉄道 |
| ------ | ------------ | ------------- |
| 1969年 | 5,616        | 1,945         |
| 1997年 | 1,251        | 4,306         |
| 1998年 | 1,173        | 4,179         |
| 1999年 | 1,193        | 4,339         |
| 2000年 | 1,149        | 4,381         |
| 2001年 | 1,050        | 4,149         |
| 2002年 | 990          | 3,993         |
| 2003年 | 935          | 3,766         |
| 2004年 | 884          | 3,669         |
| 2005年 | 902          | 3,728         |
| 2006年 | 950          | 3,661         |
| 2007年 | 990          | 3,640         |
| 2008年 | 1,020        | 3,640         |
| 2009年 | 982          | 3,552         |
| 2010年 | 993          | 3,594         |
| 2011年 | 1,024        | 3,674         |
| 2012年 | 1,098        | 3,915         |
| 2013年 | 1,379        | 4,758         |
| 2014年 | 1,158        | 4,082         |
| 2015年 | 1,133        | 4,182         |
| 2016年 | 1,208        | 4,214         |
| 2017年 | 1,201        | 4,284         |
| 2018年 | 1,230        | 4,307         |
| 2019年 | 1,260        | 4,174         |
| 2020年 | 865          | 2,652         |
| 2021年 | 861          | 2,994         |
| 2022年 | 1,100        | 3,738         |
| 2023年 | 1,224        | 4,134         |

### 近鉄
伊勢市駅の利用状況の変遷を下表に示す。
- 輸送実績（乗車人員）の単位は人であり、年度での総計値を示す。年度間の比較に適したデータである。
- 乗降人員調査結果は任意の1日における値（単位：人）である[36]。調査日の天候・行事等の要因によって変動が大きいので年度間の比較には注意を要する[37]。
- 表中、最高値を赤色で、最高値を記録した年度以降の最低値を青色で、最高値を記録した年度以前の最低値を緑色で表記している。

| 年度別利用状況（近鉄伊勢市駅） | 年度別利用状況（近鉄伊勢市駅）      | 年度別利用状況（近鉄伊勢市駅）      | 年度別利用状況（近鉄伊勢市駅）      | 年度別利用状況（近鉄伊勢市駅）      | 年度別利用状況（近鉄伊勢市駅） | 年度別利用状況（近鉄伊勢市駅） | 年度別利用状況（近鉄伊勢市駅） |
| 年 度                          | 当駅分輸送実績（乗車人員）：人/年度 | 当駅分輸送実績（乗車人員）：人/年度 | 当駅分輸送実績（乗車人員）：人/年度 | 当駅分輸送実績（乗車人員）：人/年度 | 乗降人員調査結果:人/日         | 乗降人員調査結果:人/日         | 特 記 事 項                    |
| ------------------------------ | ----------------------------------- | ----------------------------------- | ----------------------------------- | ----------------------------------- | ------------------------------ | ------------------------------ | ------------------------------ |
| 年 度                          | 通勤定期                            | 通学定期                            | 定期外                              | 合 計                               | 調査日                         | 調査結果                       | 特 記 事 項                    |
| 1950年（昭和25年）             | 68,070                              | ←←←←                                | 435,574                             | 503,644                             |                                |                                |                                |
| 1951年（昭和26年）             | 89,070                              | ←←←←                                | 483,165                             | 572,235                             |                                |                                |                                |
| 1952年（昭和27年）             | 124,080                             | ←←←←                                | 494,976                             | 619,056                             |                                |                                |                                |
| 1953年（昭和28年）             | 138,840                             | ←←←←                                | 546,466                             | 685,306                             |                                |                                |                                |
| 1954年（昭和29年）             | 147,060                             | ←←←←                                | 534,332                             | 681,392                             |                                |                                |                                |
| 1955年（昭和30年）             | 166,590                             | ←←←←                                | 555,535                             | 722,125                             |                                |                                |                                |
| 1956年（昭和31年）             | 206,820                             | ←←←←                                | 601,126                             | 807,946                             |                                |                                |                                |
| 1957年（昭和32年）             | 230,160                             | ←←←←                                | 618,868                             | 849,028                             |                                |                                |                                |
| 1958年（昭和33年）             | 239,220                             | ←←←←                                | 647,586                             | 886,806                             |                                |                                |                                |
| 1959年（昭和34年）             | 302,370                             | ←←←←                                | 551,809                             | 854,179                             |                                |                                |                                |
| 1960年（昭和35年）             | 417,540                             | ←←←←                                | 560,924                             | 978,464                             |                                |                                |                                |
| 1961年（昭和36年）             | 460,620                             | ←←←←                                | 556,300                             | 1,016,920                           |                                |                                |                                |
| 1962年（昭和37年）             | 457,170                             | ←←←←                                | 555,434                             | 1,012,604                           |                                |                                |                                |
| 1963年（昭和38年）             | 500,010                             | ←←←←                                | 508,983                             | 1,008,993                           |                                |                                |                                |
| 1964年（昭和39年）             | 497,970                             | ←←←←                                | 502,235                             | 1,000,205                           |                                |                                |                                |
| 1965年（昭和40年）             | 514,890                             | ←←←←                                | 496,142                             | 1,011,032                           |                                |                                |                                |
| 1966年（昭和41年）             | 538,380                             | ←←←←                                | 485,968                             | 1,024,348                           |                                |                                |                                |
| 1967年（昭和42年）             | 595,200                             | ←←←←                                | 517,696                             | 1,112,896                           |                                |                                |                                |
| 1968年（昭和43年）             | 617,010                             | ←←←←                                | 648,821                             | 1,265,831                           |                                |                                |                                |
| 1969年（昭和44年）             | 674,310                             | ←←←←                                | 695,765                             | 1,370,075                           |                                |                                |                                |
| 1970年（昭和45年）             | 706,170                             | ←←←←                                | 754,889                             | 1,461,059                           |                                |                                |                                |
| 1971年（昭和46年）             | 808,140                             | ←←←←                                | 634,908                             | 1,443,048                           |                                |                                |                                |
| 1972年（昭和47年）             | 898,890                             | ←←←←                                | 698,350                             | 1,597,240                           |                                |                                |                                |
| 1973年（昭和48年）             | 1,012,530                           | ←←←←                                | 857,912                             | 1,870,442                           |                                |                                |                                |
| 1974年（昭和49年）             | 1,097,550                           | ←←←←                                | 926,359                             | 2,023,909                           |                                |                                |                                |
| 1975年（昭和50年）             | 1,060,110                           | ←←←←                                | 931,676                             | 1,991,786                           |                                |                                |                                |
| 1976年（昭和51年）             | 1,022,490                           | ←←←←                                | 915,237                             | 1,937,727                           |                                |                                |                                |
| 1977年（昭和52年）             | 989,880                             | ←←←←                                | 940,043                             | 1,929,923                           |                                |                                |                                |
| 1978年（昭和53年）             | 998,970                             | ←←←←                                | 975,345                             | 1,974,315                           |                                |                                |                                |
| 1979年（昭和54年）             | 1,024,980                           | ←←←←                                | 1,123,803                           | 2,148,783                           |                                |                                |                                |
| 1980年（昭和55年）             | 1,025,430                           | ←←←←                                | 1,104,846                           | 2,130,276                           |                                |                                |                                |
| 1981年（昭和56年）             | 1,010,160                           | ←←←←                                | 1,079,747                           | 2,089,907                           |                                |                                |                                |
| 1982年（昭和57年）             | 958,590                             | ←←←←                                | 1,046,874                           | 2,005,464                           | 11月16日                       | 11,980                         |                                |
| 1983年（昭和58年）             | 975,990                             | ←←←←                                | 1,022,510                           | 1,998,500                           | 11月8日                        | 13,018                         |                                |
| 1984年（昭和59年）             | 956,580                             | ←←←←                                | 979,118                             | 1,935,698                           | 11月6日                        | 12,721                         |                                |
| 1985年（昭和60年）             | 963,810                             | ←←←←                                | 976,824                             | 1,940,634                           | 11月12日                       | 11,500                         |                                |
| 1986年（昭和61年）             | 956,580                             | ←←←←                                | 976,161                             | 1,932,741                           | 11月11日                       | 11,357                         |                                |
| 1987年（昭和62年）             | 1,000,020                           | ←←←←                                | 931,575                             | 1,931,595                           | 11月10日                       | 11,096                         |                                |
| 1988年（昭和63年）             | 1,034,670                           | ←←←←                                | 919,867                             | 1,954,537                           | 11月8日                        | 11,187                         |                                |
| 1989年（平成元年）             | 1,056,990                           | ←←←←                                | 918,094                             | 1,975,084                           | 11月14日                       | 10,608                         |                                |
| 1990年（平成2年）              | 1,083,300                           | ←←←←                                | 939,403                             | 2,022,703                           | 11月6日                        | 10,907                         |                                |
| 1991年（平成3年）              | 1,077,720                           | ←←←←                                | 933,510                             | 2,011,230                           |                                |                                |                                |
| 1992年（平成4年）              | 999,690                             | ←←←←                                | 921,013                             | 1,920,703                           | 11月10日                       | 10,954                         |                                |
| 1993年（平成5年）              | 943,620                             | ←←←←                                | 948,427                             | 1,892,047                           |                                |                                |                                |
| 1994年（平成6年）              | 925,590                             | ←←←←                                | 874,549                             | 1,800,139                           |                                |                                |                                |
| 1995年（平成7年）              | 925,710                             | ←←←←                                | 821,874                             | 1,747,584                           | 12月5日                        | 8,514                          |                                |
| 1996年（平成8年）              | 875,790                             | ←←←←                                | 811,567                             | 1,687,357                           |                                |                                |                                |
| 1997年（平成9年）              | 818,130                             | ←←←←                                | 753,604                             | 1,571,734                           |                                |                                |                                |
| 1998年（平成10年）             | 797,550                             | ←←←←                                | 727,685                             | 1,525,235                           |                                |                                |                                |
| 1999年（平成11年）             | 794,760                             | ←←←←                                | 793,116                             | 1,587,876                           |                                |                                |                                |
| 2000年（平成12年）             | 791,730                             | ←←←←                                | 807,104                             | 1,598,834                           |                                |                                |                                |
| 2001年（平成13年）             | 746,430                             | ←←←←                                | 767,614                             | 1,514,044                           |                                |                                |                                |
| 2002年（平成14年）             | 724,470                             | ←←←←                                | 733,277                             | 1,457,747                           |                                |                                |                                |
| 2003年（平成15年）             | 676,200                             | ←←←←                                | 702,100                             | 1,378,300                           |                                |                                |                                |
| 2004年（平成16年）             | 686,250                             | ←←←←                                | 652,723                             | 1,338,973                           |                                |                                |                                |
| 2005年（平成17年）             | 712,320                             | ←←←←                                | 648,499                             | 1,360,819                           | 11月8日                        | 6,476                          |                                |
| 2006年（平成18年）             | 729,150                             | ←←←←                                | 606,841                             | 1,335,991                           |                                |                                |                                |
| 2007年（平成19年）             | 721,800                             | ←←←←                                | 610,690                             | 1,332,490                           |                                |                                |                                |
| 2008年（平成20年）             | 726,330                             | ←←←←                                | 602,347                             | 1,328,677                           | 11月18日                       | 6,306                          |                                |
| 2009年（平成21年）             | 701,190                             | ←←←←                                | 595,538                             | 1,296,728                           |                                |                                |                                |
| 2010年（平成22年）             | 699,990                             | ←←←←                                | 612,132                             | 1,306,122                           | 11月9日                        | 6,360                          |                                |
| 2011年（平成23年）             | 695,220                             | ←←←←                                | 649,617                             | 1,344,837                           |                                |                                |                                |
| 2012年（平成24年）             | 717,780                             | ←←←←                                | 711,158                             | 1,428,938                           | 11月13日                       | 6,626                          |                                |
| 2013年（平成25年）             | 722,340                             | ←←←←                                | 1,014,209                           | 1,736,549                           |                                |                                |                                |
| 2014年（平成26年）             | 703,860                             | ←←←←                                | 786,242                             | 1,490,102                           |                                |                                |                                |
| 2015年（平成27年）             |                                     | ←←←←                                |                                     |                                     | 11月10日                       | 7,681                          |                                |
| 2016年（平成28年）             |                                     | ←←←←                                |                                     |                                     |                                |                                |                                |
| 2017年（平成29年）             |                                     | ←←←←                                |                                     |                                     |                                |                                |                                |
| 2018年（平成30年）             |                                     | ←←←←                                |                                     |                                     | 11月13日                       | 7,727                          |                                |
| 2021年（令和3年）              |                                     | ←←←←                                |                                     |                                     | 11月9日                        | 5,479                          |                                |
| 2022年（令和4年）              |                                     | ←←←←                                |                                     |                                     | 11月8日                        | 6,882                          |                                |
| 2023年（令和5年）              |                                     | ←←←←                                |                                     |                                     | 11月7日                        | 7,231                          |                                |

## 駅周辺
北口
- 英心高等学校
- 伊勢市立厚生中学校
- スーパーマーケットバロー ミタス伊勢店

南口
- 伊勢神宮豊受大神宮（外宮）
- 茜社
- 月夜見宮・高河原神社
- 伊勢市立厚生小学校
- 伊勢市役所
- 伊勢税務署
- 近鉄宇治山田駅（当駅からわずか600mの距離にある）
- コンフォートホテル伊勢
- 三交イン伊勢市駅前
- 東横INN伊勢市駅
- 三十三銀行伊勢中央支店
- 桑名三重信用金庫 伊勢支店
- 日本郵便伊勢外宮前郵便局
- 三重県道37号鳥羽松阪線（10月に開催される伊勢まつりの会場となる。）

## バス路線
伊勢市駅前バス乗り場は南口（JR側）にある。北口（近鉄側）には、徒歩数分のところに伊勢市駅北口バス停がある。
三重交通
- 1番乗り場
  - 12系統：土路
  - 13系統：有滝（三交伊勢志摩交通運行）
  - 01・60・62・70系統：伊勢赤十字病院
  - 80系統：五ヶ所
- 2番乗り場
  - 07・08系統：大倉うぐいす台
  - 31系統：南島道方
  - 26系統：中村
  - 25・26系統：度会町役場前
  - 25系統：田間・上田口・注連指
  - 24系統：田丸城跡（三交伊勢志摩交通運行）
- 4番乗り場
  - 東京高速：西武バス大宮営業所
  - （カッコーパルック）
- 7番乗り場
  - 01・02系統：浦田町
  - 51・55系統：内宮前
  - 07・08・13系統：イオン伊勢店（13系統は三交伊勢志摩交通運行）
  - 伊勢病院前
  - 12系統：今一色
  - 80系統：宇治山田駅前
  - 山商前（学休日運休）
- 8番乗り場
  - 03系統：ララパーク・大湊
  - 04系統：ララパーク・一色町
  - 41系統：鳥羽
- 9番乗り場
  - 60・62系統：御座港
  - 70系統：宿浦
- 10番乗り場
  - 55系統：外宮前・内宮前
  - 路面電車型バス「神都バス」
  - CANばす：内宮前・鳥羽
  - 津伊勢空港連絡：VISON・津なぎさまち（空港アクセス港）/ 鳥羽
- 11番乗り場
  - 東京高速：鳥羽バスセンター（降車専用）

伊勢市コミュニティバス「おかげバス」
- 辻久留・藤里ルート：宇治山田駅前

WILLER EXPRESS
- 11番乗り場
  - 川崎駅

## 隣の駅
東海旅客鉄道（JR東海）
■参宮線
■快速「みえ」
多気駅 - (朝夕の一部は宮川駅または山田上口駅) - 伊勢市駅 - (朝夕の一部は五十鈴ケ丘駅) - 二見浦駅
■普通
山田上口駅 - 伊勢市駅 - 五十鈴ケ丘駅
近畿日本鉄道
M 山田線
- □特急停車駅

■快速急行（下りのみ運転、当駅から宇治山田方の各駅に停車）
松阪駅 (M64) → 伊勢市駅 (M73) → 宇治山田駅 (M74)
■急行（当駅から宇治山田方の各駅に停車）
松阪駅 (M64) - （一部宮町駅 (M72)） - 伊勢市駅 (M73) - 宇治山田駅 (M74)
■普通
宮町駅 (M72) - 伊勢市駅 (M73) - 宇治山田駅 (M74)